# جان من بورغندي (68-1231)
جان البرغوني (بالفرنسية: Jean de Bourgogne)‏ (1231 - 29 سبتمبر 1268)؛ كان كونت شاروليه ولورد بوربون، هو الابن الأصغر لـ هيو الرابع دوق برغونية ويولاندا ابنة روبير الثالث كونت درو.
تزوج جان في 1248 من أغنيس (توفيت.1288) وريثة أرشامبو التاسع دي دامبيير، لورد بوربون، وبعد وفاة أرشامبو في 1249 أصبحا هو وزوجته لورد وليدي بوربون؛ كان لديهما ابنة واحدة بياتريس التي أصبحت الوريثة بوربون، تزوجت من أمير الملكي روبرت كونت كليرمون ابن الأصغر لـ لويس التاسع ملك فرنسا؛ وبالتالي تم تأسيس آل بوربون-الكابيتيون.